# Canopus
Canopus（康能普視）是一家生产视频编辑卡与视频编辑软件的日本公司。2005年被法國湯姆遜集團收購，2011年3月併入美國Grass Valley公司。Canopus本是船底星座的α星，是天空中第二亮的星星，由于它异常明亮而且恒定不动，Canopus便成为航空时宇宙的灯塔，太空航行便依靠它在茫茫太空中穿梭。公司起名如此是为了表明其引领业界之地位。其竞争对手包括Matrox与品尼高等公司。

## 产品列表
- Canopus 软件系列
- Canopus 硬件系列
- Canopus 转换器系列
- Canopus 转换软件系列
- Canopus Xpload 特效软件系列

### Canopus 软件系列
Canopus 公司前期软件比较多的是 Stormedit 、Rexedit、EZDV、Edius， Edius 软件是后起之秀，在2003年就发布了。6月中国大陆正式开始销售EDIUS 1.0 的软件。

### Canopus 硬件系列
Canopus 公司早期推出的硬件非常多，比如 EZDV、DvRex、DVREX M1、DVREX RT、DVREX RT Professonal、DVStorm、DVStorm2、DVStorm Plus、EDIUS SP、EDIUS HD、ACEDVIO 系列，相信大家都有所知晓。
EDIUS品牌源於汤姆逊集团旗下的Grass Valley公司。其拥有完善的基于文件工作流程，提供了实时、多轨道、多格式混编、合成、色键、字幕和时间线输出功能。除了标准的EDIUS系列格式，还支持 Infinity™ JPEG 2000、DVCPRO、P2、VariCam、Ikegami GigaFlash、MXF 、XDCAM和XDCAM EX视频素材。同时支持所有DV、HDV摄像机和录像机。

### Canopus 转换器系列
转换器也非常之多，比如 ADVC55、ADVC110、ADVC300、ADVC700、ADVC1000、ADVC3000、ADVC-HDM1、TWinpact 100、G1、G2、G3、G4、等等。

### Canopus 转换软件系列
Procoder Express、 Procoder 3.0、 等等系列，其实还有就是图片处理的 PhotoAlbum。

#### 发行
此软件为主持可以体验30天试用版。目前由《雷特》公司代理中国发行权。

#### 硬件
HDSTORM, EDIUS NX Express 和 EDIUS SP-SDI是专为EDIUS编辑软件设计的非编系统。三款功能各异的硬件产品包装中都内附了EDIUS软件。EDIUS支持OHCI火线，支持从DV和HDV设备中直接输入输出视频。

#### 使用范围
目前在中國大多数省级卫视的栏目外包组大多使用此软件。